# لين إيفانز
لين إيفانز (بالإنجليزية: Len Evans)‏ (20 مايو 1903 في المملكة المتحدة - 26 ديسمبر 1977 ببورنموث في المملكة المتحدة) هو لاعب كرة قدم بريطاني (وحمل سابقاً جنسية المملكة المتحدة لبريطانيا العظمى وأيرلندا) في مركز حراسة المرمى. شارك مع منتخب ويلز لكرة القدم. أما مع النوادي، فقد لعب مع برمنغهام سيتي وكارديف سيتي ونادي باري تاون يونايتد وAberdare Athletic F.C. ‏ وMerthyr Town F.C. ‏ وCardiff Corinthians F.C. ‏ وLovell's Athletic F.C. ‏.

## وصلات خارجية
- لين إيفانز على موقع قاعدة بيانات كرة القدم.إي يو (الإنجليزية)